# Sphaeroma venustissimum
Sphaeroma venustissimum es una especie de crustáceo isópodo de la familia Sphaeromatidae.

## Distribución geográfica
Se distribuye por el Atlántico nororiental, desde las costas de la península ibérica hasta las de Senegal.